# Michail Lewin
Michail Lewin (russisch Михаил Левин; hebräisch מיכאיל לוין; * 22. Dezember 1967 in Moskau, Sowjetunion) ist ein ehemaliger russisch-israelischer Handballspieler.

## Karriere
Michail Lewin spielte ab 1986 für den russischen Armeeklub ZSKA Moskau, mit dem er die sowjetische Meisterschaft 1987, den Europapokal der Pokalsieger 1986/87 und den Europapokal der Landesmeister 1987/88 gewann. 1991 wechselte der Torwart nach Israel zu Maccabi Raʿanana, mit dem er 2000 den israelischen Pokal errang. Ab 2001 stand er bei Maccabi Rischon LeZion im Tor. Dort wurde er 2005 israelischer Meister sowie 2003 und 2004 Pokalsieger. Von 2005 bis zu seinem Laufbahnende 2017 spielte er für ASA Tel-Aviv FC. Mit den Hauptstädtern wurde er 2008, 2009 und 2010 erneut Pokalsieger.
Michail Lewin stand zunächst im Aufgebot der sowjetischen Nationalmannschaft. Mit der israelischen Nationalmannschaft nahm er gemeinsam mit den beiden ehemaligen sowjetischen Torhütern Leonid Doroschenko und Wolodymyr Sajikman an der Europameisterschaft 2002 teil, wo Israel nach drei Niederlagen bereits in der Vorrunde ausschied.